# Principio de Maxwell
El Principio de Maxwell consiste en asignar al circuito eléctrico en estudio unas corrientes circulares ficticias que sirven únicamente para el planteo de las ecuaciones fundamentales. Cada corriente circular determina una malla, y las ecuaciones de malla son planteadas según la segunda ley de Kirchhoff:
{\displaystyle \sum f.e.m.=\sum c.d.p}
Es decir que la suma de las fuerzas electromotrices es igual a la suma de las caídas de potencial.

## Normas prácticas de aplicación
- Se asigna al circuito unas corrientes circulares ficticias para plantear las ecuaciones fundamentales. En función de la dirección de las corrientes varían los signos de las ecuaciones.
- Se supone que una intensidad de malla es mayor que la intensidad de la malla contigua.
- La dirección del vector de tensión en dipolos activos se indicará al plantear el esquema del circuito en dirección negativo a positivo.
- En la rama que esté influida por dos intensidades ficticias se pondrá como intensidad de la misma el resultado entre la mayor y la menor con la dirección de la mayor.

- Datos: Q6086674